# سیارک ۳۳۰۵
سیارک ۳۳۰۵ (به انگلیسی: 3305 Ceadams، نامگذاری:1985KB) سه هزار و سیصد و پنجمین سیارک کشف شده‌است که در ۲۱ مه ۱۹۸۵ کشف شد.
قدر مطلق سیارک برابر ۱۲٫۲۰ است.